# Переплётчиков, Василий Васильевич
Васи́лий Васи́льевич Переплётчиков (1863[…], Москва — 1918[…], Москва) — русский живописец, пейзажист, график. Работал в традициях поздних передвижников. Развивал в пейзажах национальный, типический мотив русской природы.

## Биография

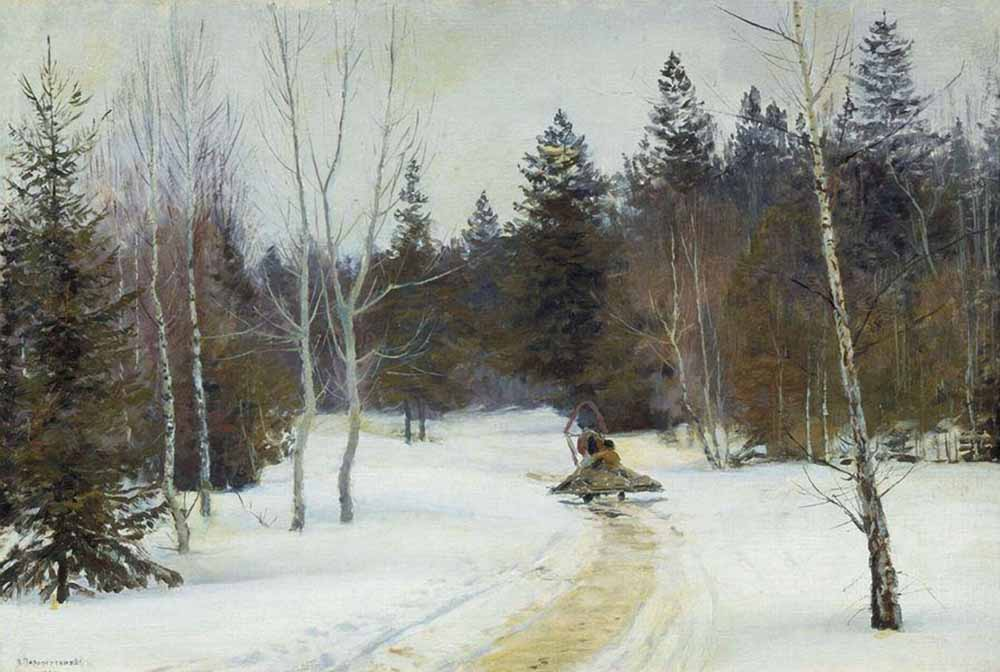
«Зимой в лесу», 1895. ГТГ.

Родился 18 октября 1863 года в Москве в семье почётного гражданина Москвы, кандидата коммерции Василия Михайловича Переплётчикова.
Первоначальное образование получил в Практической академии коммерческих наук и частным образом обучался живописи и рисованию под руководством А. А. Киселёва.
В 1872 году поступил вольнослушателем в Московское училище живописи, ваяния и зодчества, где стал учеником В. Д. Поленова. Изучал архитектуру, но после знакомства с И. И. Шишкиным посвятил себя живописи. Будучи обеспеченным человеком и коренным москвичом, Переплётчиков уже в студенческое время выставлял в каталогах своих ранних выставок свой адрес: «Против Яузских ворот, Хлудовский тупик, собственный дом».
В порыве творческих увлечений Переплётчиков часто пробовал себя в других областях.
В 1880-х годах он регулярно выезжал на этюды в Саввинскую слободу под Звенигородом (вместе с И. И. Левитаном, С. А. Коровиным), в Плёс и на Волгу (вместе с С. А. Виноградовым).
С 1880 года — участник выставок Московского училища живописи, ваяния и зодчества.
Вместе с коллегами, увлечёнными графикой, начинают выпуск «Периодического выпуска рисунков русских художников». В первом альбоме (1886 год) поместили свои рисунки художники С. В. Иванов, С. А. Коровин, И. И. Левитан, В. А. Симов, А. С. Степанов и другие. Переплётчиков тоже участвовал в нём — он показал литографию «Кама у Пьяного бора». В конце 1880-х — начале 1890-х годов он вместе с Левитаном, Пастернаком и другими художниками служил преподавателем в Училище изящных искусств художника-архитектора А. О. Гунста.
В 1891 году Переплётчиков выпускает самостоятельный альбом пейзажных рисунков (перо, уголь, карандаш), свидетельствующих о внимательном изучении творчества И. И. Шишкина.
В 1892 году Переплетчиков вместе с А. А. Киселёвым, Н. А. Клодтом, Л. О. Пастернаком, А. С. Степановым и И. И. Шишкиным принимает участие в графическом оформлении московского журнала изящных искусств и литературы «Артист», выполняет рисунки в литературном сборнике.

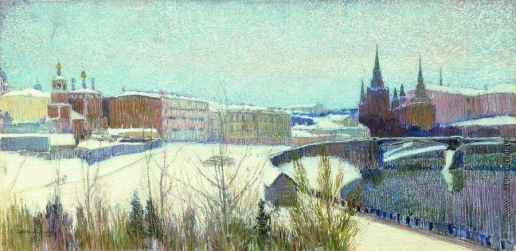
«Вид Москвы», 1909. Воронежский художественный музей.

С 1902 года регулярно посещал русский Север — Архангельскую и Вологодскую губернию; в 1913 году посетил архипелаг Новая Земля.
Скончался в Москве 10 (23) июля 1918 года, похоронен в некрополе Алексеевского монастыря на Новом Донском кладбище.

## Членство в обществах и кружках
Член и экспонент Московского общества любителей художеств (1884—1908, с перерывами; член с 1893; секретарь).
Член-учредитель и постоянный экспонент Союза русских художников (1903—1918; в 1906—1916 и 1917—1919 — член Комитета).
Один из основателей общества «Свободная эстетика» (1907—1908), объединения «Изограф» (1917—1918).
Член Северного кружка любителей изящных искусств.
Участник Товарищества передвижных художественных выставок (1893—1901), Московского Товарищества Художников (1893, 1899) и др.

## Участие в выставках
Участвовал в выставках ТПХВ (1893, 1895—1901), Московского товарищества художников (1893, 1895, 1899), Общества русских акварелистов (1894, 1896, 1897), «Мира искусства» (1899—1903), «36-ти художников» (1901—1903), «Салоне» В. А. Издебского (1910), Екатеринославского научного общества (1910), кружка «Среда» (1911).

## Местонахождение картин

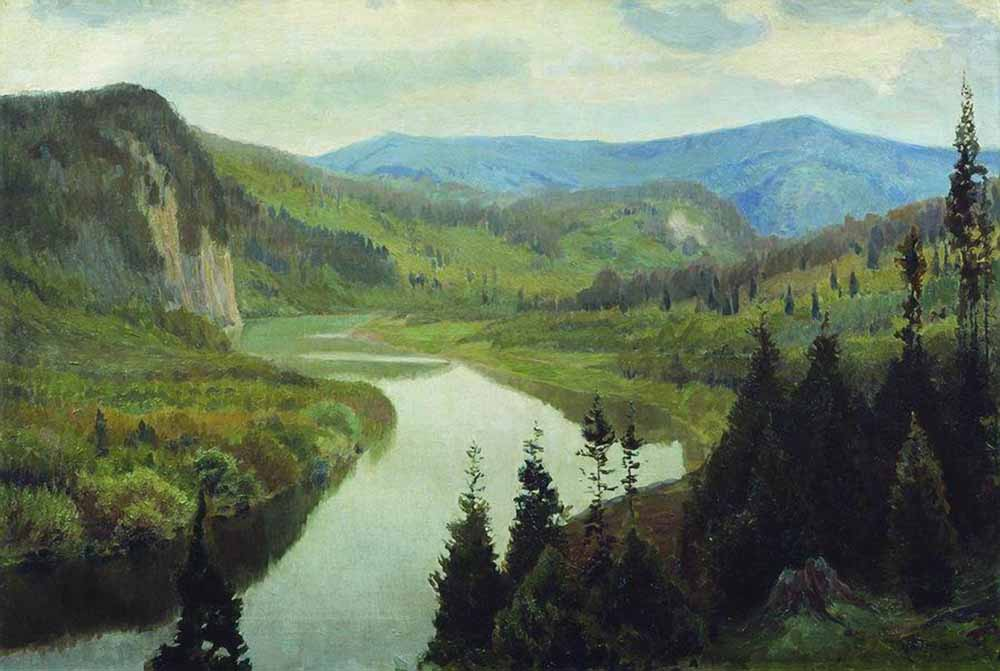
«Урал», 1897. Барнаул, Художественный музей.

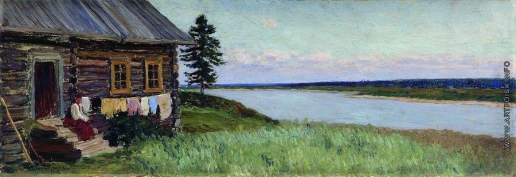
«У большой реки», 1912. Иркутский художественный музей.

Государственная Третьяковская галерея
- «Зимой в лесу», 1895 год.
- «Начало весны», 1896 год.
- «Пейзаж», 1899 год.
- «Базар в Архангельске», 1902 год.
- «Селение Порог», 1911 год.
- «Черемуха цветет», 1915 год.

Государственный Русский музей
- «Село Кривое на Северной Двине», 1912 год.

Плёсский музей-заповедник:
- «Лодка на берегу» Нач. XX в.
- «Церковь Воскресенья в Гороховце», 1903 год.
- «Северная деревня» (Усть-Пинега), 1908 год.
- «Деревенский пейзаж», 1886 год.
- «Пейзаж с хатой», 1907 год.

Кроме того, картины Переплётчикова хранятся в художественных музеях Владимира, Воронежа, Ростова, Барнаула, Иркутска, Ставрополя, Ульяновска и других, а также в частных коллекциях.

## Галерея
|                                                                   |  |                                                             |  |                                                                              |  |                                                              |
| «Сумерки», 1902. Екатеринбургский музей изобразительных искусств. |  | «Северная деревня», 1913. Запорожский художественный музей. |  | «Селение Порог на реке Онеге», 1911. Владимиро-Суздальский музей-заповедник. |  | Пейзаж с церковью, 1913. Нижегородский художественный музей. |

|                                                                                   |  |                                                       |  |                                                                 |  |                                             |
| «Берёза распускается», 1911. Фонд реалистического искусства Валерия Пустарнакова. |  | «Белая ночь», 1907. Ульяновский художественный музей. |  | Пейзаж с белым домом, 1917. Нижегородский художественный музей. |  | «Река», 1898. Вятский художественный музей. |